# Luigi Bortoluzzi
Pour les articles homonymes, voir Bortoluzzi.
Luigi Bortoluzzi, né le 7 mars 1961 à Tambre, est un coureur de fond italien spécialisé en course en montagne. Il a remporté quatre médailles individuelles lors du Trophée mondial de course en montagne.

## Biographie
Luigi se révèle dans la discipline de course en montagne en 1985. Engagé dans l'équipe italienne lors du premier Trophée mondial de course en montagne à San Vigilio di Marebbe, il effectue une excellente course. À la lutte pour la deuxième place sur le parcours court avec Maurizio Simonetti, il est battu pour une seconde et remporte la médaille de bronze. Faisant équipe avec Claudio Galeazzi et Battista Scanzi, il remporte sa première victoire au Trophée Vanoni en octobre.
Le 5 octobre 1986, il est engagé sur le parcours long lors du Trophée mondial de course en montagne à Sondrio. Terminant huitième, il permet à son équipe de décrocher la médaille d'or au classement par équipes.
Lors du Trophée mondial de course en montagne 1987 à Lenzerheide, il prend à nouveau le départ du parcours court. Manacé dans un premier temps par les Anglais Malcolm Patterson et Dave Cartrigde, Luigi, accompagné de Fausto Bonzi et Renato Gotti, parvient à les semer. Le trio termine en tir groupé et Luigi s'empare de la médaille d'argent.
Le 15 octobre 1988 à Keswick, il se retrouve au départ du parcours long au Trophée mondial de course en montagne. Aux côtés de Dino Tadello et Davide Milesi, il effectue une course solide en tête. Luigi se fait surprendre par la remontée rapide de Rod Pilbeam et se fait doubler lors du sprint final. Il échoue au pied du podium mais remporte l'or par équipes.
Le 20 août 1989, il remporte la première édition du Challenge Stellina avec Costantino Bertolla qui est alors une course de relais en battant la seconde équipe italienne composée de Fausto Bonzi et Franco Naitza. Le 16 septembre, lors du Trophée mondial de course en montagne à Die, il effectue une solide course sur le parcours long. Alors que le Colombien Jairo Correa file vers la victoire, il suit de près son compatriote Costantino Bertolla et termine sur la troisième marche du podium. Il remporte à nouveau l'or par équipes.
Luigi prend à nouveau le départ du parcours long au Trophée mondial de course en montagne à Telfes. Alors que le favori local Florian Stern effectue une excellente course, Luigi accompagné de Costantino Bertolla, le suit sur ses talons. Costantino parvient à porter une attaque pour s'emparer de la victoire et Luigi termine troisième à sept secondes de l'Autrichien. Il se pare à nouveau d'or au classement par équipes. En octobre, il remporte son cinquième succès au Trophée Vanoni, avec Claudio Galeazzi et Lucio Fregona.

## Palmarès
| no  | masculin           | Course                                                 | Longueur | Départ            | Temps           |
| --- | ------------------ | ------------------------------------------------------ | -------- | ----------------- | --------------- |
| 3e  | Médaille de bronze | Trophée mondial de course en montagne - Parcours court | 8,5 km   | 23 septembre 1985 | 33 min 29 s     |
| 1re | Médaille d'or      | Course du Snowdon                                      | 15,35 km | 19 juillet 1986   | 1 h 4 min 24 s  |
| 8e  | 8e                 | Trophée mondial de course en montagne - Parcours long  | 15,05 km | 5 octobre 1986    | 1 h 3 min 49 s  |
| 2e  | Médaille d'argent  | Trophée mondial de course en montagne - Parcours court | 8,9 km   | 23 août 1987      | 42 min 46 s     |
| 4e  | 4e                 | Trophée mondial de course en montagne - Parcours long  | 14,0 km  | 15 octobre 1988   | 1 h 10 min 12 s |
| 3e  | Médaille de bronze | Trophée mondial de course en montagne - Parcours long  | 16,38 km | 16 septembre 1989 | 1 h 14 min 6 s  |
| 3e  | Médaille de bronze | Trophée mondial de course en montagne - Parcours long  | 14,3 km  | 15 septembre 1990 | 1 h 16 min 27 s |